# Wouter van Egmont
Wouter van Egmont (ook wel Beerwout III) (ca. 1145 - Egmond aan den Hoef, 13 september 1208) was heer van Egmont.
Hij was een zoon van Allard van Egmont en een vrouw uit het geslacht Van Henegouwen. 
Samen met Antonius van Gelmen schonk hij grond (namelijk de Alebrandsward, ten oosten van de heerlijkheid Putten) aan de Abdij ter Duinen. Graaf Dirk VII van Holland was de opsteller van desbetreffende oorkonde of charter en als getuige aanwezig.
Wouter streed onder graaf Willem I van Holland in de Loonse Oorlog (1203–1206) tegen graaf Lodewijk II van Loon. Tijdens deze oorlog werd zijn Kasteel Egmond verwoest waarna hij samen met Beljaart, heer van Beverwyck, een aantal Kennemer divisies leidde. Hij kreeg tijdens deze periode de bijnaam Kwade Wouter. Na de oorlog begon hij aan de wederopbouw van zijn kasteel. Hij bleef net zo als zijn voorvaderen in conflict over betalingswijzen met de Abdij van Egmond, die hem ook Kwade Wouter noemden.
Wouter huwde met Mabelia van IJsselmonde, waarmee hij minstens twee zonen kreeg:
- Willem I van Egmont (1180 - 1234)
- Gerard van Egmont (overleden 1217)

## In literatuur
Cornelis Johannes Kieviet schreef het jeugdboek Het slot op Den Hoef met Wouter van Egmont als hoofdpersoon. Het verhaal werd op echte bevindingen gebaseerd en beschrijft de strijd met de graaf van Loon. Kievit zag Wouter als eerste heer van Egmond omdat archeologen een echt graf hadden gevonden dat aan hem gelieerd werd.